# Señor Peregrino
Señor Peregrino (engelska: Tarnished Beauty) är en roman av den kubansk-amerikanska författaren Cecilia Samartin. Den utgavs ursprungligen på engelska 2008, och kom ut på svenska 2010.
Romanen handlar om den mexikanska flickan Jamilet, som föds i en liten fattig by utanför Guadalajara, Mexiko. Ett stort hemangiom på Jamilets rygg sätter skräck i byn, och efter moderns död flyr hon till sin moster Carmen i Los Angeles och lever ett papperslöst liv där, arbetandes på ett mentalsjukhus för att tjäna pengar för att operera bort tumören. På mentalsjukhuset blir hon ansvarig för Señor Peregrino, vars berättelse från pilgrimsvandringen till Santiago de Compostela hon får lyssna på.